# Cộng hòa đại nghị

Các quốc gia theo chế độ Cộng hòa đại nghị trên thế giới.
Màu cam: đánh dấu các quốc gia có tổng thống không có quyền hành pháp.
Màu lục: các quốc gia có tổng thống có quyền hành pháp liên kết với nghị viện.
Màu đỏ: các quốc gia theo chế độ quân chủ lập hiến.

Cộng hòa đại nghị hay cộng hòa nghị viện là một hình thức cộng hòa mà nguyên thủ quốc gia được bầu ra và quốc gia đó có một nghị viện mạnh và các thành viên chính của bộ phận hành pháp được chọn ra từ nghị viện đó.
Ngược lại với nền cộng hòa tổng thống và nền cộng hòa bán tổng thống, tổng thống ở những quốc gia có nền Cộng hòa đại nghị thường không có quyền hành pháp rộng lớn bởi vì nhiều quyền trong đó được trao cho người đứng đầu chính phủ (thường được gọi là thủ tướng). Tuy nhiên, người đứng đầu chính phủ và nguyên thủ quốc gia có thể là một chức vụ ở nền cộng hòa đại nghị (như ở Cộng hòa Nam Phi và Botswana), nhưng tổng thống vẫn được bầu theo một cách gần tương tự đối với nhiều nước theo hệ thống Westminster. Có một số trường hợp cá biệt, theo luật, tổng thống được có quyền hành pháp để điều hành công việc hàng ngày của chính phủ (ví dụ Phần Lan hay Ireland) nhưng thông thường họ không dùng những quyền này. Do đó, một số nền cộng hòa đại nghị được xem như là một chế độ bán tổng thống nhưng hoạt động dưới quyền nghị viện.

## Quyền lực
Ngược lại với các nền cộng hòa hoạt động theo hệ thống tổng thống hoặc bán tổng thống, nguyên thủ quốc gia thường không có quyền hành pháp như một tổng thống hành pháp (một số nước có thể có 'quyền hạn dự trữ'), bởi vì nhiều quyền hạn đó đã được trao cho người đứng đầu chính phủ (được gọi là thủ tướng).
Tuy nhiên, trong một nước cộng hòa nghị viện với nguyên thủ quốc gia có nhiệm kì phụ thuộc vào quốc hội, thì người đứng đầu chính phủ và nguyên thủ quốc gia có thể thành lập một văn phòng (như ở Botswana, Quần đảo Marshall, Nauru và Nam Phi), nhưng tổng thống thì vẫn được chọn theo cách giống như thủ tướng trong các hệ thống Westminster. Điều này có nghĩa là, họ là lãnh đạo của đảng lớn nhất hoặc liên minh các đảng trong quốc hội.
Trong một số trường hợp, tổng thống có thể được cấp quyền hành pháp một cách hợp lệ cho họ để thực hiện việc điều hành chính phủ hàng ngày (như ở Áo và Iceland) nhưng theo quy ước, họ không sử dụng những quyền này theo lời khuyên của quốc hội hoặc người đứng đầu chính phủ. Do đó, một số nước cộng hòa nghị viện có thể được coi là theo chế độ bán tổng thống nhưng hoạt động theo hệ thống nghị viện.

## Lịch sử phát triển
Điển hình, nền cộng hòa đại nghị là những quốc gia trước đây theo chế độ quân chủ lập hiến mà người đứng đầu nhà nước cho đến nay là quốc vương (và trong trường hợp Khối Thịnh vượng chung Anh, trước đây được một toàn quyền - Governor General - đại diện) đang được thay thế bằng một tổng thống không có quyền hành pháp. Cũng có nhiều nền cộng hòa đại nghị một thời đã là nhà nước đơn đảng như ở khối Đông Âu hay Liên Xô.
Sau thất bại của Napoléon III trong Chiến tranh Pháp–Phổ, Pháp một lần nữa trở thành một nước cộng hòa - nền Đệ Tam Cộng hoà Pháp - vào năm 1870. Tổng thống của Đệ Tam Cộng hoà có ít quyền hành pháp hơn đáng kể so với hai nền cộng hòa trước đó. Đệ Tam Cộng hoà kéo dài cho đến khi phát xít Đức xâm lược Pháp vào năm 1940. Sau khi chiến tranh kết thúc, nền Đệ Tứ Cộng hoà của Pháp được thành lập theo những đường lối tương tự vào năm 1946. Đệ Tứ Cộng hoà chứng kiến một kỉ nguyên phát triển kinh tế lớn ở Pháp và việc xây dựng lại các thể chế xã hội và công nghiệp của quốc gia sau chiến tranh, đóng một phần quan trọng trong sự phát triển của quá trình hội nhập châu Âu, vốn đã thay đổi lục địa này vĩnh viễn. Một số nỗ lực đã được thực hiện nhằm củng cố cơ quan hành pháp của chính phủ nhằm ngăn chặn tình trạng bất ổn đã có từ trước chiến tranh, nhưng sự bất ổn vẫn còn đó và nền Đệ Tứ Cộng hoà cũng chứng kiến sự thay đổi chính phủ liên tục - 20 chính phủ trong vòng 10 năm. Ngoài ra, chính phủ tỏ ra không thể đưa ra các quyết định hiệu quả liên quan đến phi thực dân hóa. Kết quả là, nền Đệ Tứ Cộng hoà sụp đổ, điều mà một số nhà phê bình coi là một cuộc đảo chính trên thực tế, sau đó được hợp pháp hóa bằng một cuộc trưng cầu dân ý vào ngày 5 tháng 10 năm 1958, dẫn đến việc thành lập nền Đệ Ngũ Cộng hoà của Pháp vào năm 1959.
Chile trở thành nước cộng hòa nghị viện đầu tiên ở Nam Mĩ sau cuộc nội chiến năm 1891. Tuy nhiên, sau vụ đảo chính năm 1925, hệ thống này được thay thế bằng chế độ tổng thống.

### Khối Thịnh vượng chung Anh
Kể từ Tuyên bố Luân Đôn ngày 29 tháng 4 năm 1949 (chỉ vài tuần sau khi Ireland tuyên bố là nước cộng hòa và tự loại khỏi Khối Thịnh vượng chung), các nước cộng hòa đã được thừa nhận là thành viên của Khối Thịnh vượng chung.
Trong trường hợp có nhiều nước cộng hòa trong Khối Thịnh vượng chung các quốc gia (trước đây được đại diện bởi một vị Toàn quyền) được thay thế bằng một nguyên thủ quốc gia được bầu lên (mà không đứng đầu chính phủ). Đây là trường hợp của Nam Phi (quốc gia không còn là thành viên của Khối Thịnh vượng chung ngay sau khi trở thành một nhà nước cộng hòa), Malta, Trinidad và Tobago, Ấn Độ, Vanuatu, và mới đây là Barbados. Trong nhiều trường hợp này, vị Toàn quyền cuối cùng trở thành Tổng thống đầu tiên. Đó là trường hợp của Sri Lanka và Pakistan.
Các nhà nước khác thì trở thành cộng hòa nghị viện sau khi giành được độc lập.

## Danh sách các nước cộng hòa đại nghị hiện nay và các chế độ liên quan
| Các nước cộng hòa đại nghị đầy đủ                   | Các nước cộng hòa đại nghị đầy đủ                                                                   | Các nước cộng hòa đại nghị đầy đủ | Các nước cộng hòa đại nghị đầy đủ   | Các nước cộng hòa đại nghị đầy đủ                                                 | Các nước cộng hòa đại nghị đầy đủ                                                                               | Các nước cộng hòa đại nghị đầy đủ |
| Quốc gia                                            | Nguyên thủ quốc gia                                                                                 | Nguyên thủ quốc gia được bầu ra bởi | Cấu trúc viện                       | Thời gian nền cộng hòa đại nghị được thông qua                                    | Hình thức chính phủ trước đó                                                                                    | Notes |
| --------------------------------------------------- | --------------------------------------------------------------------------------------------------- | --- | ----------------------------------- | --------------------------------------------------------------------------------- | --- | --- |
| Albania                                             | Ilir Meta                                                                                           | Nghị viện, với đa số ba phần năm | Đơn viện                            | 1991                                                                              | Hệ thống đơn đảng                                                                                               | |
| Armenia                                             | Vahagn Khachaturyan                                                                                 | Nghị viện, theo đa số tuyệt đối | Đơn viện                            | 2018                                                                              | Cộng hoà bán tổng thống                                                                                         | |
| Áo                                                  | Alexander Van der Bellen                                                                            | Bầu cử trực tiếp, theo hệ thống hai vòng. | Lưỡng viện                          | 1945                                                                              | Nhà nước độc đảng (thuộc Đức Quốc Xã, xem Anschluss)                                                            | |
| Bangladesh                                          | Abdul Hamid                                                                                         | Nghị viện | Đơn viện                            | 1991                                                                              | Cộng hoà tổng thống chế                                                                                         | |
| Barbados                                            | Sandra Mason                                                                                        | Nghị viện, với đa số 2/3 nếu không có đề cử chung | Lưỡng viện                          | 2021                                                                              | Quân chủ lập hiến (Vương quốc Thịnh vượng chung)                                                                | |
| Bosna và Hercegovina                                | Christian SchmidtMilorad DodikŠefik DžaferovićŽeljko Komšić                                         | Bầu cử trực tiếp tập thể nguyên thủ quốc gia, bằng cách bỏ phiếu trước khi đăng kí                                                                     | Lưỡng viện                          | 1991                                                                              | Nhà nước độc đảng (thuộc Nam Tư)                                                                                | |
| Bulgaria                                            | Rumen Radev                                                                                         | Bầu cử trực tiếp, theo hệ thống hai vòng | Đơn viện                            | 1991                                                                              | Hệ thống đơn đảng                                                                                               | |
| Đài Loan                                            | Lại Thanh Đức                                                                                       | Bầu cử trực tiếp Do Lập pháp viện đề cử | Lưỡng viện Tam viện trên danh nghĩa | 1946 Trên danh nghĩa chỉ là một nước cộng hòa nghị viện từ năm 1996               | Chế độ độc tài quân sự độc đảng (Trung Quốc đại lục) Chế độ quân chủ lập hiến (Đài Loan thuộc Đế quốc Nhật Bản) | Trên danh nghĩa; Hiến pháp đã được thay thế một phần bởi các điều khoản bổ sung quy định một nước cộng hòa bán tổng thống với các cuộc bầu cử tổng thống trực tiếp và một cơ quan lập pháp đơn viện. Các điều khoản bổ sung này có một điều khoản hoàng hôn sẽ chấm dứt chúng trong trường hợp giả định có một sự nối lại thống trị của Trung Hoa Dân Quốc ở Trung Quốc đại lục. |
| Croatia                                             | Zoran Milanović                                                                                     | Bầu cử trực tiếp, theo hệ thống hai vòng | Đơn viện                            | 2000                                                                              | Cộng hòa bán tổng thống                                                                                         | |
| Cộng hoà Séc                                        | Miloš Zeman                                                                                         | Bầu cử trực tiếp, theo hệ thống hai vòng (từ năm 2013; trước đây là quốc hội, theo đa số)                                                              | Lưỡng viện                          | 1993                                                                              | Cộng hòa nghị viện (một phần của Tiệp Khắc)                                                                     | |
| Dominica                                            | Charles Savarin                                                                                     | Nghị viện, theo đa số | Đơn viện                            | 1978                                                                              | Quốc gia liên kết của Vương quốc Anh.                                                                           | |
| Estonia                                             | Alar Karis                                                                                          | Nghị viện, theo 2/3 đa số | Đơn viện                            | 1991                                                                              | Tổng thống chế, sau đó bị chiếm đóng bởi một nhà nước độc đảng                                                  | |
| Ethiopia                                            | Sahle-Work Zewde                                                                                    | Nghị viện, với 2/3 đa số | Lưỡng viện                          | 1991                                                                              | Hệ thống đơn đảng                                                                                               | |
| Fiji                                                | Wiliame Katonivere                                                                                  | Nghị viện, theo đa số | Đơn viện                            | 2014                                                                              | Độc tài quân sự                                                                                                 | |
| Phần Lan                                            | Sauli Niinistö                                                                                      | Bầu cử trực tiếp, theo hệ thống hai vòng | Đơn viện                            | 2000                                                                              | Cộng hòa bán tổng thống                                                                                         | |
| Georgia                                             | Salome Zourabichvili                                                                                | Cử tri đoàn (quốc hội và đại biểu khu vực), theo đa số tuyệt đối                                                                                       | Đơn viện                            | 2018                                                                              | Cộng hòa bán tổng thống                                                                                         | |
| Đức                                                 | Frank-Walter Steinmeier                                                                             | Quốc hội liên bang (đại biểu quốc hội và tiểu bang), theo đa số tuyệt đối                                                                              | Lưỡng viện                          | 1949                                                                              | Hệ thống đơn đảng                                                                                               | |
| Hy Lạp                                              | Katerina Sakellaropoulou                                                                            | Nghị viện, theo đa số | Đơn viện                            | 1975                                                                              | Độc tài quân sự; quân chủ lập hiến                                                                              | |
| Hungary                                             | János Áder                                                                                          | Nghị viện, theo đa số | Lưỡng viện                          | 1990                                                                              | Nhà nước độc đảng (Cộng hòa Nhân dân Hungary)                                                                   | |
| Iceland                                             | Guðni Th. Jóhannesson                                                                               | Bầu cử trực tiếp, bằng cách bỏ phiếu trước - sau | Lưỡng viện                          | 1944                                                                              | Chế độ quân chủ lập hiến (trong liên minh cá nhân với Đan Mạch)                                                 | |
| Ấn Độ                                               | Ram Nath Kovind                                                                                     | Nghị viện và cơ quan lập pháp tiểu bang, bằng cách bỏ phiếu ngay lập tức                                                                               | Lưỡng viện                          | 1950                                                                              | Quân chủ lập hiến (thuộc Anh)                                                                                   | |
| Iraq                                                | Barham Salih                                                                                        | Nghị viện, với 2/3 đa số | Đơn viện                            | 2005                                                                              | Hệ thống đơn đảng                                                                                               | |
| Ireland                                             | Michael D. Higgins                                                                                  | Bầu cử trực tiếp, bằng cách bỏ phiếu ngay lập tức | Lưỡng viện                          | 1949                                                                              | Đến năm 1936: Quân chủ lập hiến (thuộc Anh) 1936–1949: mơ hồ                                                    | |
| Israel                                              | Isaac Herzog                                                                                        | Nghị viện, theo đa số | Đơn viện                            | 2001                                                                              | Cộng hòa bán nghị viện                                                                                          | |
| Ý                                                   | Sergio Mattarella                                                                                   | Các đại biểu quốc hội và khu vực, theo đa số tuyệt đối                                                                                                 | Lưỡng viện                          | 1946                                                                              | Quân chủ lập hiến                                                                                               | Thủ tướng phụ thuộc vào sự tín nhiệm của cả hai viện trong Quốc hội. |
| Kosovo                                              | Vjosa Osmani                                                                                        | Nghị viện, với 2/3 đa số; theo đa số đơn giản, ở lần bỏ phiếu thứ ba, nếu không có ứng cử viên nào đạt được đa số nói trên trong hai lá phiếu đầu tiên | Đơn viện                            | 2008                                                                              | Kosovo do Liên Hợp Quốc quản lí (chính thức là một phần của Serbia)                                             | |
| Latvia                                              | Egils Levits                                                                                        | Nghị viện | Đơn viện                            | 1991                                                                              | Cộng hòa tổng thống chế, sau đó bị chiếm đóng bởi một nhà nước độc đảng.                                        | |
| Liban                                               | Michel Aoun                                                                                         | Nghị viện | Đơn viện                            | 1941                                                                              | Vùng bảo hộ (Pháp ủy trị Lebanon)                                                                               | |
| Malta                                               | George Vella                                                                                        | Nghị viện, theo đa số | Đơn viện                            | 1974                                                                              | Quân chủ lập hiến (Vương quốc Thịnh vượng chung))                                                               | |
| Mauritius                                           | Prithvirajsing Roopun                                                                               | Nghị viện, theo đa số | Đơn viện                            | 1992                                                                              | Quân chủ lập hiến (Vương quốc Thịnh vượng chung)                                                                | |
| Moldova                                             | Maia Sandu                                                                                          | Bầu cử trực tiếp, theo hệ thống hai vòng (kể từ năm 2016; trước đó là của quốc hội, theo đa số ba phần năm)                                            | Đơn viện                            | 2001                                                                              | Cộng hòa bán tổng thống chế                                                                                     | |
| Montenegro                                          | Milo Đukanović                                                                                      | Bầu cử trực tiếp, theo hệ thống hai vòng | Đơn viện                            | 1992                                                                              | Nhà nước độc đảng (thuộc Nam Tư, và sau Serbia và Montenegro)                                                   | |
| Nepal                                               | Bidhya Devi Bhandari                                                                                | Nghị viện và các nhà lập pháp tiểu bang | Lưỡng viện                          | 2008                                                                              | Quân chủ lập hiến                                                                                               | |
| Bắc Macedonia                                       | Stevo Pendarovski                                                                                   | Bầu cử trực tiếp, theo hệ thống hai vòng | Đơn viện                            | 1991                                                                              | Nhà nước độc đảng (thuộc Nam Tư)                                                                                | |
| Pakistan                                            | Arif Alvi                                                                                           | Nghị viện và các nhà lập pháp tiểu bang, bằng cách bỏ phiếu ngay lập tức                                                                               | Lưỡng viện                          | 2010                                                                              | Cộng hòa độc lập lập hiến                                                                                       | |
| Ba Lan                                              | Andrzej Duda                                                                                        | Bầu cử trực tiếp, theo đa số | Lưỡng viện                          | 1989                                                                              | Nhà nước độc đảng (Cộng hòa Nhân dân Ba Lan)                                                                    | Ba Lan cũng được xác định là một nước cộng hòa bán tổng thống trên thực tế vì Tổng thống thực hiện một số hình thức quản trị và bổ nhiệm Thủ tướng làm người đứng đầu chính phủ. Quyết định sau đó phải được Quốc hội bỏ phiếu tín nhiệm. |
| Samoa                                               | Tuimalealiifano Va'aletoa Sualauvi II                                                               | Nghị viện | Đơn viện                            | 1960                                                                              | Lãnh thổ Ủy thác của New Zealand                                                                                | |
| Serbia                                              | Aleksandar Vučić                                                                                    | Bầu cử trực tiếp, theo hệ thống hai vòng | Đơn viện                            | 1991                                                                              | Nhà nước độc đảng (thuộc Nam Tư, và sau Serbia và Montenegro)                                                   | |
| Singapore                                           | Halimah Yacob                                                                                       | Bầu cử trực tiếp (từ năm 1993) | Đơn viện                            | 1965                                                                              | Bang Singapore                                                                                                  | |
| Slovakia                                            | Zuzana Čaputová                                                                                     | Bầu cử trực tiếp, theo hệ thống hai vòng (từ năm 1999; trước đó là bởi quốc hội)                                                                       | Đơn viện                            | 1993                                                                              | Cộng hòa đại nghị (thuộc Tiệp Khắc)                                                                             | |
| Slovenia                                            | Borut Pahor                                                                                         | Bầu cử trực tiếp, theo hệ thống hai vòng | Lưỡng viện                          | 1991                                                                              | Nhà nước độc đảng (thuộc Nam Tư)                                                                                | |
| Somalia                                             | Mohamed Abdullahi Mohamed                                                                           | Nghị viện | Lưỡng viện                          | 2012                                                                              | Hệ thống đơn đảng                                                                                               | |
| Trinidad và Tobago                                  | Paula-Mae Weekes                                                                                    | Nghị viện | Lưỡng viện                          | 1976                                                                              | Chế độ quân chủ lập hiến (Vương quốc Thịnh vượng chung)                                                         | |
| Vanuatu                                             | Tallis Obed Moses                                                                                   | Chủ tịch nghị viện và hội đồng khu vực, theo đa số | Đơn viện                            | 1980                                                                              | Chung cư Anh-Pháp (Tân Hebrides)                                                                                | |
| Các nước cộng hòa đại nghị với tổng thống hành pháp | | |                                     |                                                                                   | | |
| Quốc gia                                            | Nguyên thủ quốc gia                                                                                 | Nguyên thủ quốc gia được bầu bởi | Cấu trúc viện                       | Thời gian cộng hòa đại nghị với một người đứng đầu nhánh hành pháp được thông qua | Hình thức chính phủ trước đó                                                                                    | Ghi chú |
| Botswana                                            | Mokgweetsi Masisi                                                                                   | Nghị viện, theo đa số | Đơn viện                            | 1966                                                                              | Xứ bảo hộ của Anh                                                                                               | |
| Kiribati                                            | Taneti Maamau                                                                                       | Bầu cử trực tiếp, bằng cách bỏ phiếu trước - sau | Đơn viện                            | 1979                                                                              | Xứ bảo hộ | |
| Quần đảo Marshall                                   | David Kabua                                                                                         | Nghị viện | Lưỡng viện                          | 1979                                                                              | Lãnh thổ Ủy thác của Liên Hợp Quốc (thuộc Lãnh thổ Ủy thác Quần đảo Thái Bình Dương)                            | |
| Nauru                                               | Lionel Aingimea                                                                                     | Nghị viện | Đơn viện                            | 1968                                                                              | Ủy thác của Liên hợp quốc giữa Úc, New Zealand và Vương quốc Anh.                                               | |
| Nam Phi                                             | Cyril Ramaphosa                                                                                     | Nghị viện, theo đa số | Lưỡng viện                          | 1961                                                                              | Chế độ quân chủ lập hiến (Vương quốc Thịnh vượng chung)                                                         | Là một nước cộng hòa nghị viện đầy đủ từ năm 1961–1984; thông qua một chức vụ tổng thống hành pháp vào năm 1984. |
| Hệ thống lập pháp độc lập                           | | |                                     |                                                                                   | | |
| Quốc gia                                            | Nguyên thủ quốc gia                                                                                 | Nguyên thủ quốc gia được bầu bởi | Cấu trúc viện                       | Thời gian nền cộng hòa độc lập lập hiến được thông qua                            | Hình thái chính phủ trước đó                                                                                    | Ghi chú |
| Micronesia                                          | David W. Panuelo                                                                                    | Parliament, by majority | Đơn viện                            | 1986                                                                              | UN Trust Territory (Part of Trust Territory of the Pacific Islands)                                             | |
| Guyana                                              | Irfaan Ali                                                                                          | Bầu cử bán trực tiếp, theo phiếu bầu trước-sau-đăng-ký (các vị trí trống được điền bởi Nghị viện, theo đa số)                                          | Đơn viện                            | 1980                                                                              | Cộng hòa đại nghị đầy đủ                                                                                        | |
| San Marino                                          | Francesco MussoniGiacomo Simoncini                                                                  | Nghị viện | Đơn viện                            | 1291                                                                              | Thần quyền (thuộc Lãnh địa Giáo hoàng)                                                                          | Hai người đứng đầu tập thể của nhà nước và người đứng đầu chính phủ, Đại chấp chính San Marino. |
| Suriname                                            | Chan Santokhi                                                                                       | Nghị viện | Đơn viện                            | 1987                                                                              | Cộng hòa đại nghị đầy đủ                                                                                        | |
| Chế độ đốc chính                                    | | |                                     |                                                                                   | | |
| Country                                             | Head of state                                                                                       | Head of state elected by | Cameral structure                   | Parliamentary republic adopted                                                    | Previous government form                                                                                        | Notes |
| Thụy Sĩ                                             | Guy ParmelinIgnazio CassisUeli MaurerSimonetta SommarugaAlain BersetKarin Keller-SutterViola Amherd | Nghị viện bằng cách bỏ phiếu đầy đủ tại cuộc họp chung của cả hai viện                                                                                 | Lưỡng viện                          | 1848                                                                              | Liên minh các bang                                                                                              | Cũng có cuộc trưng cầu dân ý do công dân khởi xướng |